# Holiday Inn Zhuhai
 (10 février 2024).
Le Holiday Inn Zhuhai  (珠海粤财假日酒店) est un gratte-ciel de 105 mètres de hauteur construit en 2001 à Zhuhai dans le sud de la Chine.
Il abrite sur 30 étages des bureaux et un hôtel de la chaine Holiday Inn.